# Рассылка электронной почты
Рассылка электронной почты — средство массовой коммуникации, группового общения и рекламы, один из инструментов Интернет-маркетинга. Заключается в автоматизированной рассылке сообщений электронной почты группе адресатов по заранее составленному списку.
Рассылка как инструмент маркетинга относится к прямому маркетингу и может быть в форме почтовых рассылок (письма, буклеты, каталоги, открытки, пригласительные), электронных писем или SMS.

## Виды рассылок

### По типу формирования списка (листа) рассылки
- Список рассылки (англ. mailing list). Штатная возможность многих серверов электронной почты, а также функция специализированных программ для рассылки. Сервер принимает сообщение от любого подписчика на специализированный адрес, после чего перенаправляет это сообщение всем подписчикам списка рассылки. Эта технология позволяет организовать общение между собой группы людей (аналог телеконференции). Обычно такое ПО позволяет подписчикам управлять своими настройками (подписка, отписка, изменение формата, изменение адреса, запрос пропущенных сообщений и т. п.) через отправку сообщений электронной почты.
- Групповой адрес. Также является штатной возможностью почти всех серверов электронной почты. Позволяет нескольким людям читать почту, поступающую на один адрес, от кого бы она ни пришла. Например, удобно сделать таким групповым адресом ролевой адрес компании info@company.ltd. Поступающую почту будут получать несколько сотрудников одновременно, каждый — в свой собственный почтовый ящик.
- Информационная и/или рекламная рассылка. Подготовленное одним оператором сообщение автоматически рассылается по списку — одновременно всем подписчикам данной рассылки, но без возможности отвечать на него. В случае, когда не предусмотрена предварительная подписка, такая рассылка называется спамом.

### По содержанию
- Информационные.
- Транзакционные.
- Коммерческие.
- Триггерные (событийные)[1].

### По направлению
- Тематическая (целевая аудитория).
- Региональная.
- Массовая (спам).[2]

## Требования к рассылкам
Для защиты от спама, а также во избежание ложных обвинений в рассылке спама сложились общепринятые правила организации рассылок электронной почты. Их можно считать частью правил деловой этики. Многие провайдеры включают такие требования в договоры или правила предоставления услуг. Наиболее популярное ПО для рассылок реализует все нижеперечисленные возможности.
- Рассылка должна предусматривать предварительную подписку, которая осуществляется путём направления письма-запроса на специализированный адрес либо иным явным образом.
- Подписка должна подтверждаться (англ. opt-in), чтобы никто не смог подписать на рассылку чужой адрес. Подтверждение осуществляется через направление пользователю письма с запросом подтверждения, которое содержит индивидуальный код. Пользователь отвечает на это письмо либо загружает указанную в письме веб-страницу, подтверждая таким образом получение письма и согласие с подпиской.
- Подписчик имеет право в любой момент отписаться от рассылки. Отписка должна быть простой (направление одного письма или запрос одной веб-страницы). Порядок отписки должен содержаться в каждом письме рассылки.
- Свидетельство согласия каждого подписчика получать рассылку должно храниться и предъявляться в случае получения жалобы.
- Список адресов подписчиков должен храниться в тайне и не может передаваться никому другому либо использоваться для иной рассылки, на которую пользователи не подписывались.

В России рассылки должны отвечать требованиям Закона о персональных данных.

## Экономический аспект
Рассылка электронной почты является инструментом маркетинга и рекламы.
При помощи подписно́й рассылки можно стимулировать продажи, повышать лояльность клиентов, поддерживать их интерес к товару или компании, информировать о новинках, проводить опросы и т. д.
Организовав регулярную рассылку развлекательного или познавательного характера и приобретя достаточное число подписчиков, можно вставлять в неё некоторое количество рекламы, окупая, таким образом, затраты или даже получая прибыль (главное тут — не переборщить). Реклама в подписной рассылке в первом приближении менее эффективна, чем спам, так как масштаб рассылки не тот. Тем не менее, она существует и востребована, поскольку далеко не каждый рекламодатель согласен рекламироваться через спам. К тому же, что немаловажно, за счёт наличия содержательной части такую рекламу нельзя отфильтровать спам-фильтром.
Авторассылка (или подогревающая рассылка) поможет поддерживать долгосрочный контакт с клиентами с помощью персонализированных электронных писем, которые отправляются автоматически. Она позволяет выстраивать общение с потенциальными и текущими клиентами, получать новые или повторные заказы, значительно сокращая цикл продаж. Авторассылка устраняет типичные возражения, увеличивает КПД интернет-продвижения, плавно готовит к покупке тех, кто не готов сделать это здесь и сейчас.
Рассылка, наряду с веб-сайтом может быть методом распространения средства массовой информации. Существуют электронные СМИ в форме рассылок. Многие СМИ сочетают эти две формы распространения — веб-сайт и рассылку по электронной почте.

## Показатели эффективности рассылок
В емейл-маркетинге используется ряд показателей (метрик), позволяющий оценить эффективность рассылок. Это «процент доставки» (delivery rate), «процент ошибок доставки» (bounce rate), «процент открытий» (open rate), «процент кликов» (click rate).

### Процент кликов (click rate)
Процент кликов (click rate) — это процент переходов получателем письма на одну или несколько ссылок в электронном сообщении. Этот показатель измеряется в процентах и считается путём деления числа кликов на общее количество тех, кому было успешно отправлено письмо.

### Показатель открытий — «Open rate»
Показатель открытий (open rate) — это процент или коэффициент количества получателей, открывших электронное письмо, выраженный как соотношение числа открытых писем к общему количеству отправленных писем. Чаще всего данный показатель отслеживается с помощью небольшой картинки.